# Barra inscrita
Una barra inscrita es una modificación que consiste en una línea dibujada a través de un grafema. Puede usarse como un diacrítico para derivar nuevas letras de antiguas o usarse, simplemente, como una adición para diferenciar un grafema de otros. Por su posición la barra puede ser vertical, diagonal o transversal.
A veces se dibuja un trazo a través de los números 7 (barra horizontal superpuesta) y 0 (barra oblicua superpuesta), para hacerlos más distinguibles del número 1 y la letra O, respectivamente.
Algunos tipos de barras definidas en Unicode son:
- U+0335 ◌̵ COMBINING SHORT STROKE OVERLAY
- U+0336 ◌̶ COMBINING LONG STROKE OVERLAY
- U+0337 ◌̷ COMBINING SHORT SOLIDUS OVERLAY
- U+0338 ◌̸ COMBINING LONG SOLIDUS OVERLAY.

Un uso muy significativo de la barra inscrita es para crear símbolos monetarios, como € o ¥, a menudo barras horizontales y paralelas con la connotación de estabilidad monetaria.

## Uso

### Diferenciación
Es muy común, especialmente en la escritura manuscrita, que ciertos caracteres vayan barrados para diferenciarlos de otros caracteres similares. En la tipografía impresa y digital, estas barras añadidas no aparecen tan a menudo porque las letras tienen una forma fija que no da lugar a confusión, sin la variabilidad de formas de las cifras y letras escritas a mano.
- Z puede llevar una barra transversal para diferenciarse de la cifra 2
- Q minúscula puede llevar una barra transversal en su descendiente para diferenciarse de la cifra 9 y la G minúscula
- La cifra cero (0) puede llevar una barra oblicua para diferenciarse de la letra O, especialmente en entornos de programación
- La cifra siete (7) para diferenciarse de uno (1), especialmente manuscrita

### Diacrítico
Entre los usos más conocidos de la barra diacrítica para crear caracteres nuevos están, por ejemplo, la O con barra diagonal (Ø) del danés y noruego, que en realidad es una «o» fusionada con una «e»; la eth (ð) del anglosajón antiguo e islandés que sirvió de inspiración a la D barrada (đ) del vietnamita y serbocroata; la H barrada (Ħ) del maltés o la L con barra oblicua (ł) del polaco.

#### Lista completa de letras con barra diacrítica
- A → Ⱥ ⱥ
- B → Ƀ ƀ, ᴃ, ᴯ, ␢
- C → Ȼ ȼ, Ꞓ ꞓ
- D → Ð ð, Đ đ, Ɖ ɖ
- E → Ɇ ɇ
- G → Ǥ ǥ, Ꞡ ꞡ
- H → Ħ ħ, ꟸ
- I → Ɨ ɨ, ᵻ, ᶤ, ᶧ
- J → Ɉ ɉ, ɟ, ʄ, ᶡ
- K → Ꝁ ꝁ, Ꝃ ꝃ, Ꝅ ꝅ, Ꞣ ꞣ
- L → Ł ł, Ƚ ƚ, ᴌ, Ⱡ ⱡ, Ꝉ ꝉ, ꝲ
- N → Ꞥ ꞥ, ꝴ
- O → Ø ø, Ǿ ǿ, ᴓ, ᶱ, Ꝋ ꝋ, Ɵ ɵ
- P → Ᵽ ᵽ, Ꝑ ꝑ
- Q → Ꝗ ꝗ, Ꝙ ꝙ
- R → Ɍ ɍ, Ꞧ ꞧ, ꝶ ꝵ
- S → ẜ, ẝ, Ꞩ ꞩ
- T → Ŧ ŧ, Ⱦ ⱦ, ꝷ
- U → Ʉ ʉ, ᵾ, ᶶ
- V → Ꝟ ꝟ
- Y → Ɏ ɏ
- Z → Ƶ ƶ
- Þ → Ꝥ ꝥ, Ꝧ ꝧ
- Ɂ → ʡ, ʢ
- 2 → ƻ
- ɩ → ᵼ
- λ → ƛ
- ʊ → ᵿ
- ℎ → ℏ
- m → ꝳ
- ʃ → ʄ
- AV → Ꜻ ꜻ
- Ꞁ → ꟻ
- TH → ᵺ

### Símbolos monetarios
Los caracteres con una o más barras son un símbolo monetario frecuente. El símbolo del dólar y del peso ($) es uno de los ejemplos más conocidos. La teoría principal dice que su origen se debe a los reales de plata españoles.
- A → ₳
- B → ฿, ₿
- C → ₵, ₡
- c → ¢, ￠
- d → ₫
- E → €
- F → ₣
- G → ₲
- H → 𐆙
- HS → 𐆘
- г → ₴
- K → ₭
- L → £, ₤, ₺, ￡
- ლ →₾
- m → ₥
- N → ₦
- P → ₱
- Р → ₽
- ᒉ → ֏
- S → $, ＄
- T → ₮
- U → Ψ
- V → 𐆗
- W → ₩, ￦
- X → 𐆖
- Y → ￥
- र → ₹
- ঢ → ৳
- រ → ៛
- ߾ → ߘ
- ߿ → ߕ
- ৹ → ¤